# Non siamo eroi/Non siamo eroi (strumentale)
Non siamo eroi/Non siamo eroi (strumentale) è un singolo di Franco e Ciccio, pubblicato nel 1969 dalla Carosello (Cl 20223). Proviene dal film Indovina chi viene a merenda?, parodia di Indovina chi viene a cena?, ed è stato pubblicato nel periodo d'oro della coppia di comici palermitani (solo l'anno prima avevano pubblicato ben quattro 45 giri). L'orchestra è del maestro Roberto Pregadio.

## Tracce
Lato A
1. Non siamo eroi (feat. I "Cantori moderni" di Alessandroni) – 2:45 (testo: Marcello Ciorciolini e Amedeo Sollazzo – musica: Roberto Pregadio e Franco Micalizzi) – Orchestra Roberto Pregadio

Lato B
1. Non siamo eroi (feat. I "Cantori moderni" di Alessandroni) (strumentale) – 2:45 (testo: Marcello Ciorciolini e Amedeo Sollazzo – musica: Roberto Pregadio e Franco Micalizzi) – Orchestra Roberto Pregadio